# Fong mucilaginós

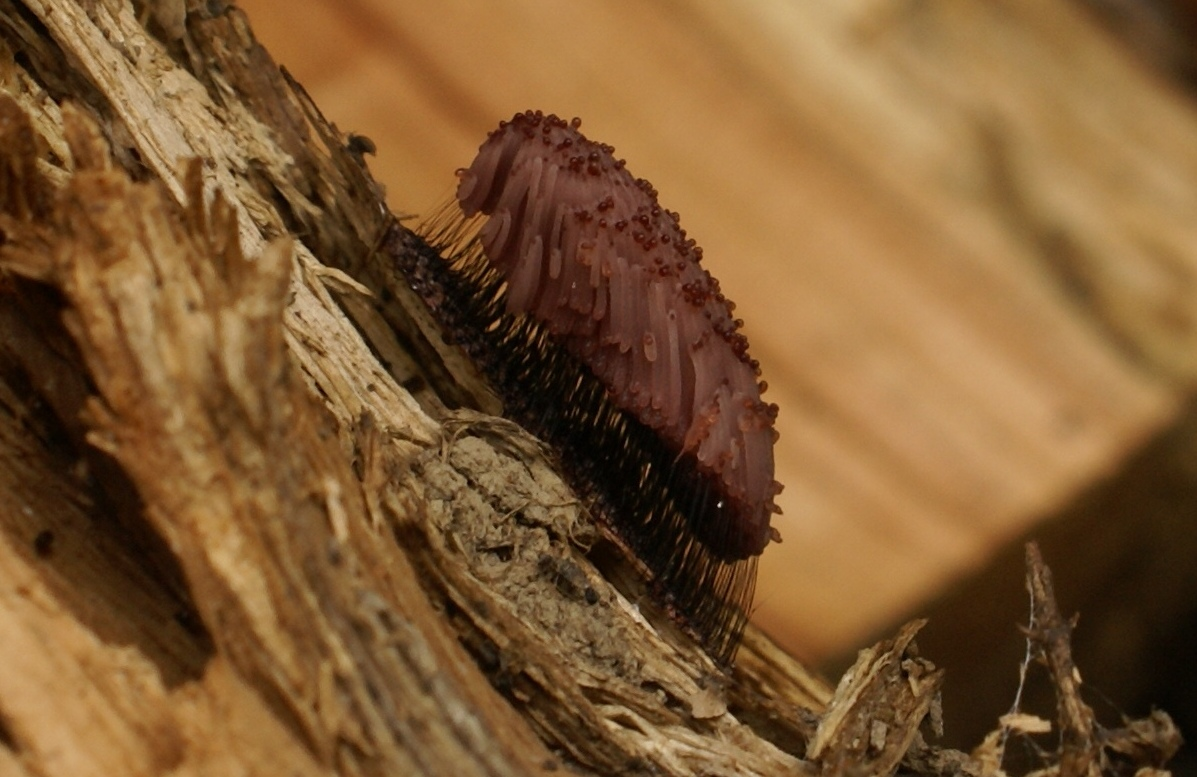
Fong mucilaginós Stemonitis fusca a Escòcia

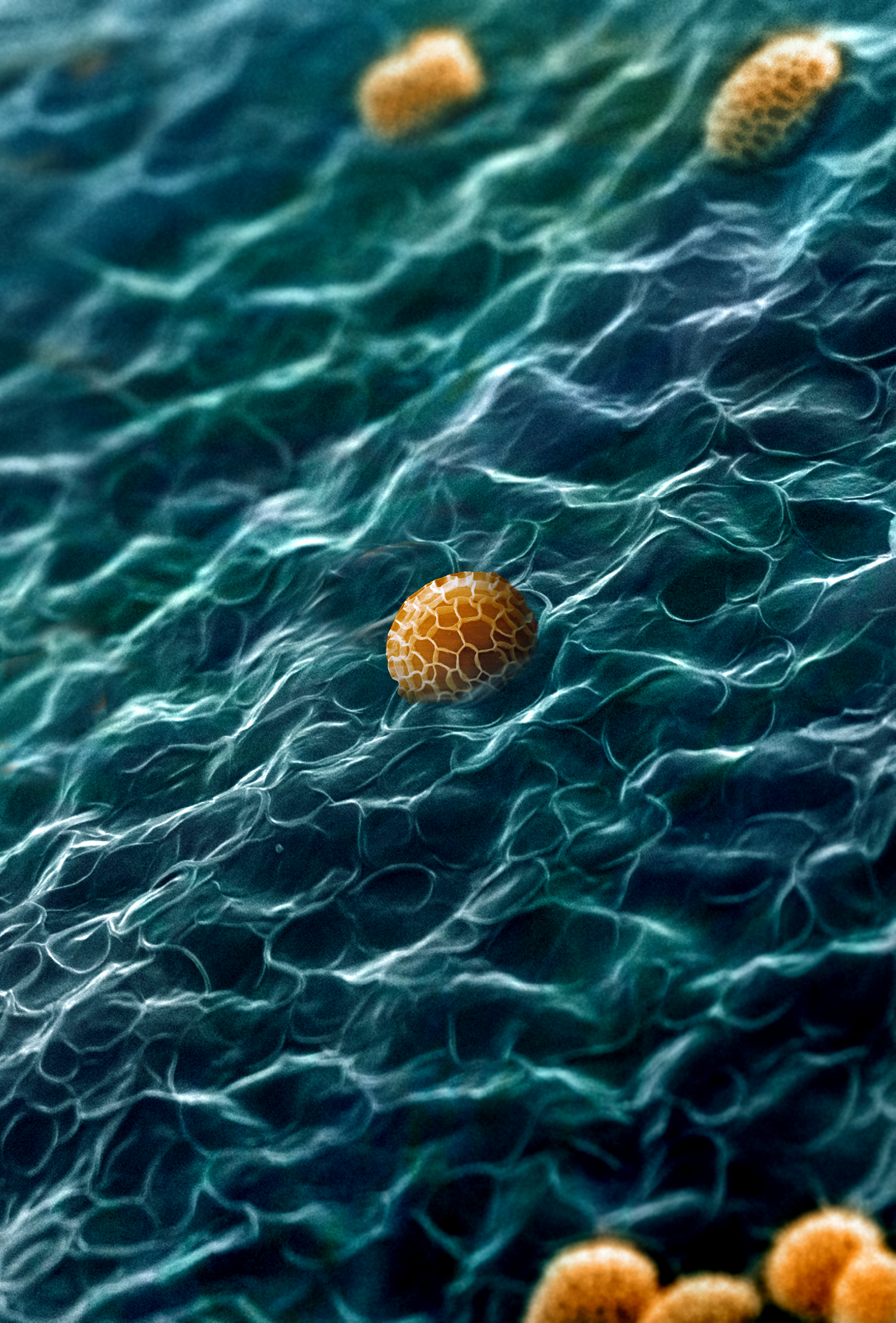
Vista microscòpica d'espores de la Tubifera dudkae, espècie de l'ordre Liceida

Els fongs mucilaginosos o floridures mucilaginoses (en anglès, slime mold o slime mould) conformen un grup heterogeni de protists que fan servir espores per a dispersar-se. Anteriorment els fongs mucilaginosos estaven classificats com a fongs, però ja no es considera que formin part d'aquest regne.
El seu nom comú es refereix al fet que algunes parts del cicle vital d'aquests organismes apareixen com una massa gelatinosa o mucílag. Això es veu en els mixomicets els quals són els únics fongs mucilaginosos macroscòpics.
Es troben amb una gran varietat de colors i n'hi ha més de 900 espècies al planeta. S'alimenten dels microorganismes que viuen en qualsevol material mort de les plantes. Contribueixen a la descomposició de la vegetació morta i s'alimenten de bacteris, llevats i fongs. Són presents al sòl, especialment al de boscos caducifolis. Tanmateix, en ambients tropicals també proliferen en inflorescències i en fruits. En zones urbanes es poden trobar també en canals de recollida d'aigua de pluja o en instal·lacions d'aire condicionat, especialment quan el drenatge està bloquejat. Una espècie abundant és Physarum polycephalum, de color groc i trobat en boscos de zones temperades.
La majoria dels fongs mucilaginosos fan menys de pocs centímetres, però algunes espècies poden fer diversos metres quadrats amb masses de fins a 30 grams.

## Taxonomia

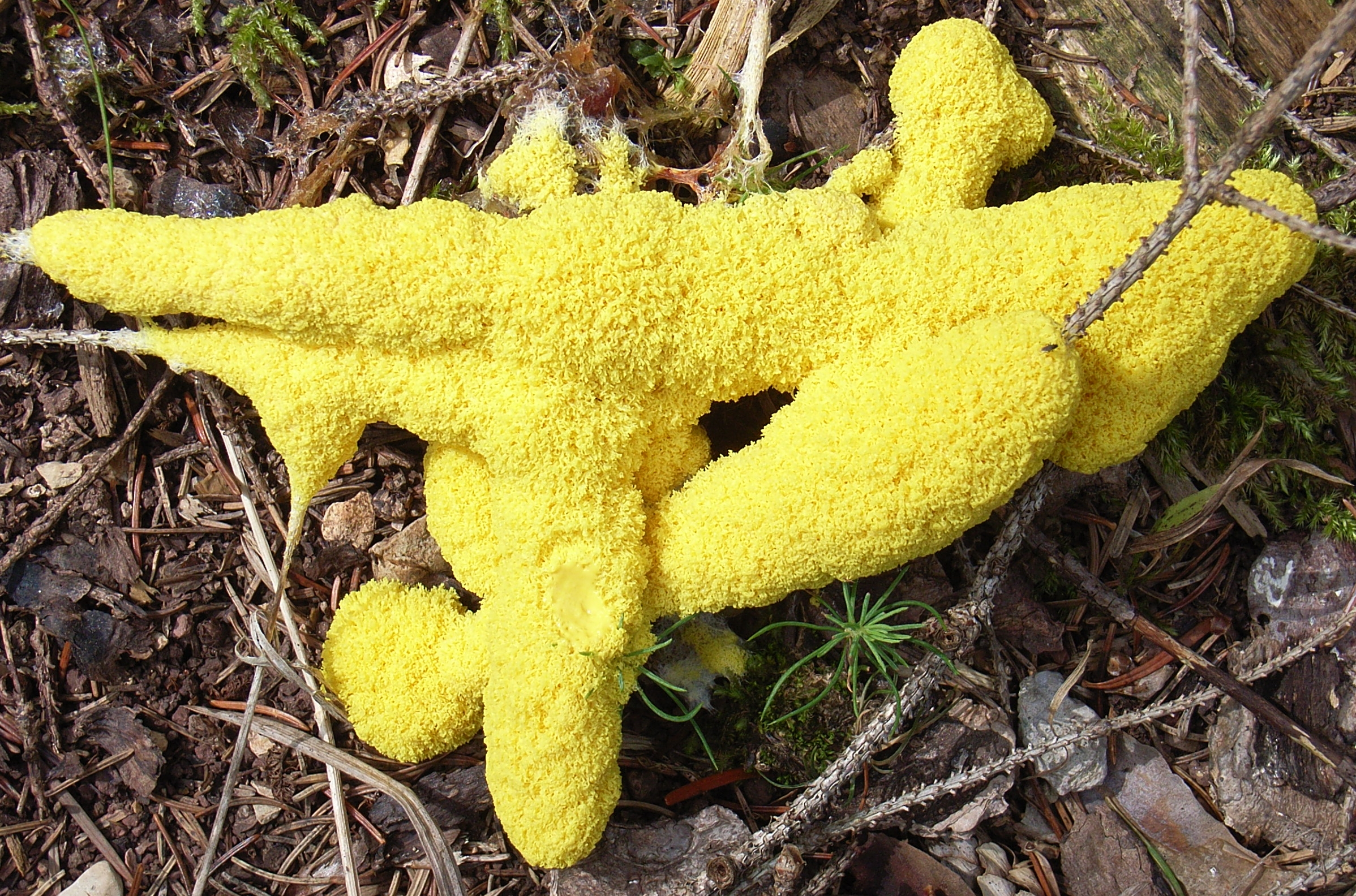
Fuligo septica

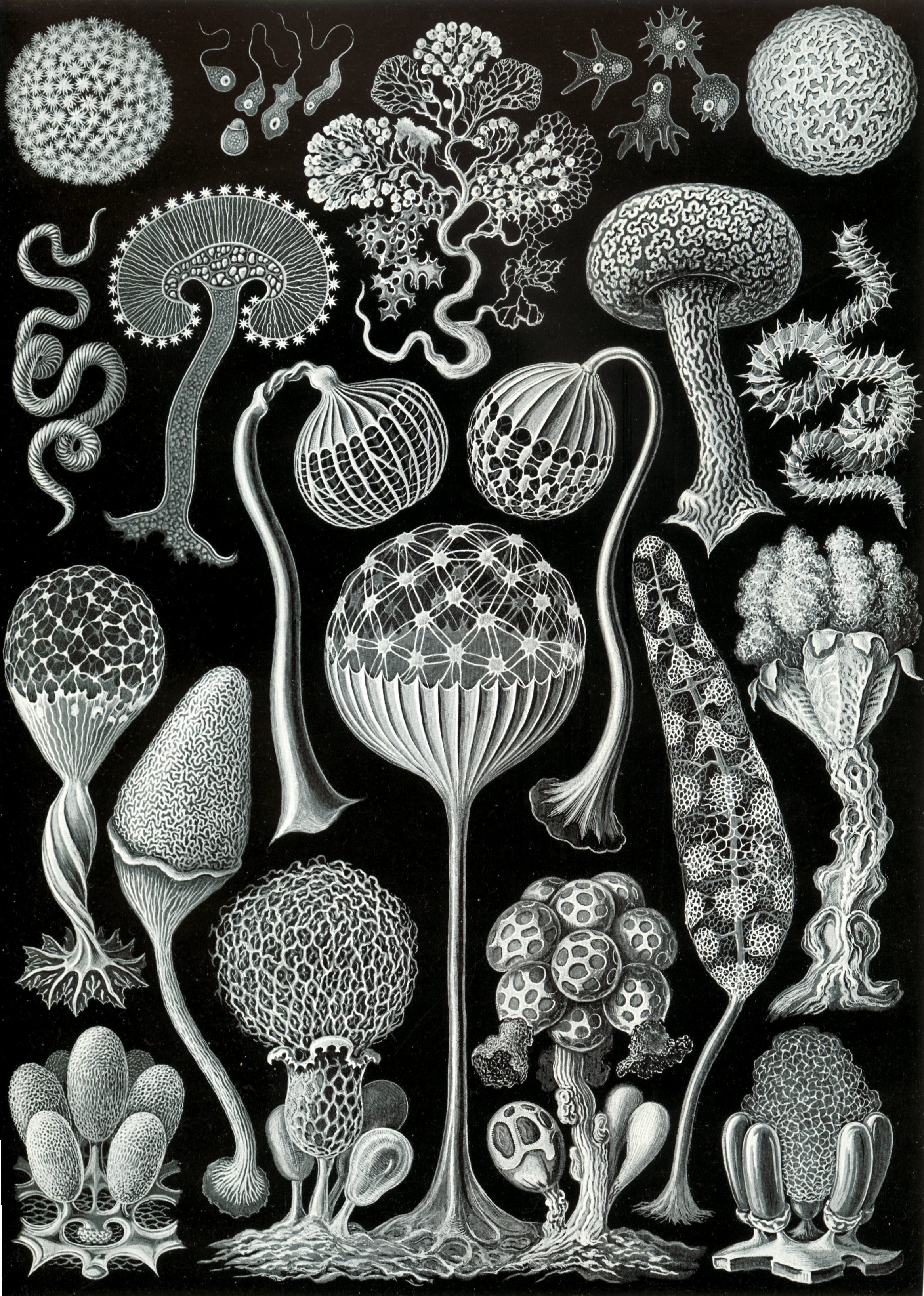
Mycetozoa d'Ernst Haeckel el 1904 a Kunstformen der Natur

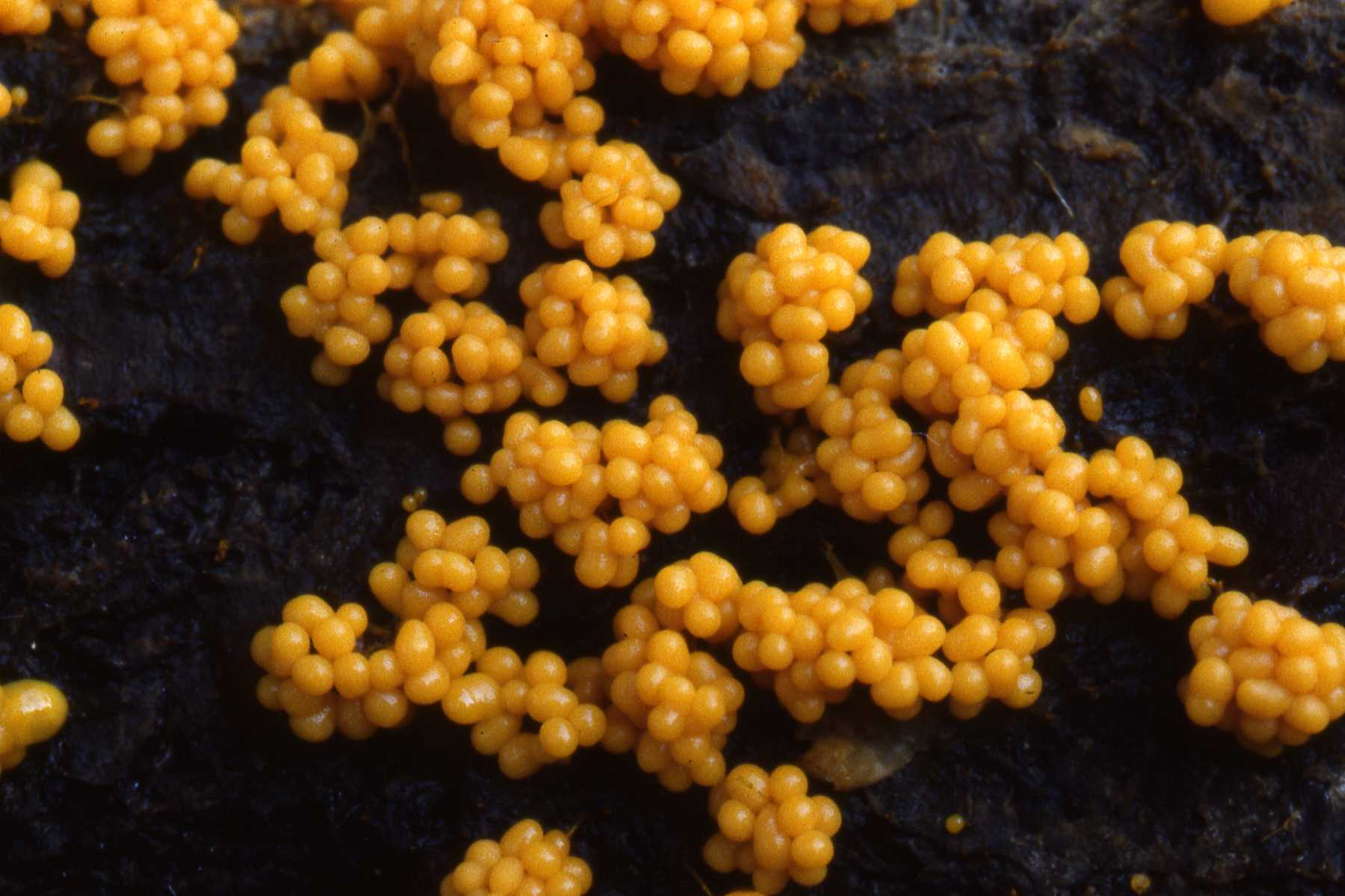
Badhamia utricularis

### Classificació antiga
Els fongs mucilaginosos com a grup són polifilètics. Originàriament s'ubicaven dins el subregne Gymnomycota del regne dels fongs i estaven inclosos en els fílums Myxomycota, Acrasiomycota i Labyrinthulomycota. Actualment estan dividits en diversos subgrups, cap d'ells pertanyent al regne dels fongs.
Els fongs mucilaginosos generalment es divideixen en dos grups principals:
- Els fongs mucilaginosos plasmodials, formats per una gran cèl·lula envoltada per una membrana única sense parets. Aquesta supercèl·lula (un sincici) és essencialment un sac de citoplasma que conté milers de nuclis individuals (vegeu heterocariosi).

- Els fongs mucilaginosos cel·lulars, que passen la major part de la seu cicle vital com a protists individuals unicel·lulars, i que, quan se secreta un senyal químic determinat, s'ajunten en un grup que actua com un sol organisme.

### Classificació moderna
En termes més estrictes, els fongs mucilaginosos comprenen el grup micetozoà dels amoebozoa. Els Mycetozoa, grup que incloïa el fílum Myxomycota (actualment Myxogastria), comprèn els tres grups següents:
- Myxogastria o mixomicets: fongs mucilaginosos sincicials o plasmodials
- Dictyosteliida o dictiostèlids: fongs mucilaginosos cel·lulars
- Protostèlids, fongs mucilaginosos que formen cossos fructífers.